# Ca' Pesaro

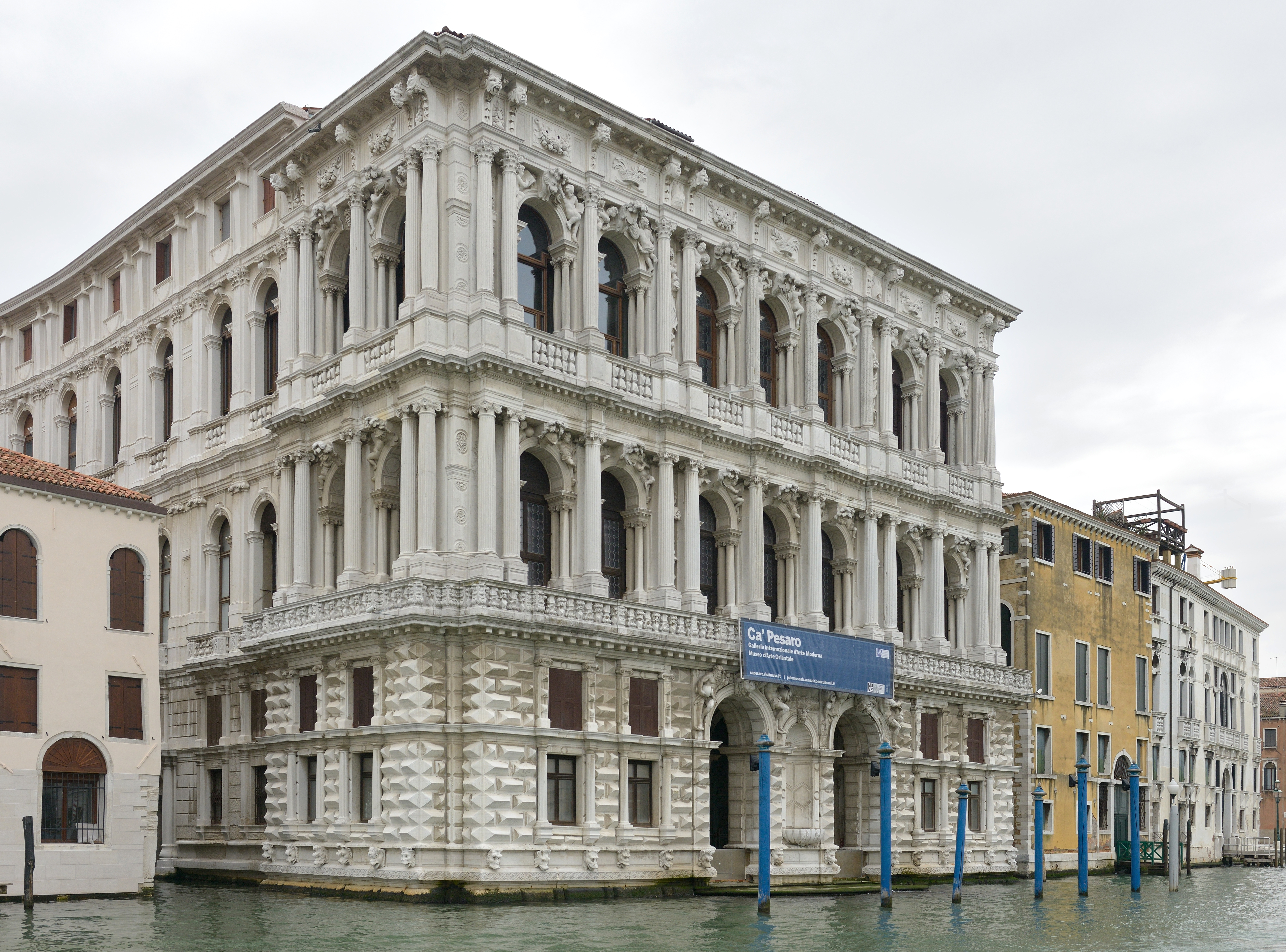
Ca' Pesaro i Venedig.

Ca' Pesaro är ett barockpalats i marmor vid Canal Grande i Venedig. Palatset uppfördes av familjen Pesaro efter ritningar av arkitekten Baldassare Longhena vid slutet av 1600-talet. På grund av Longhenas död under uppförandet försenades bygget men under Gian Antonio Gasparis ledning stod palatset klart 1710. Palatsets tunga kolonner kontrasteras mot Longhenas elegantare stil som han använde vid uppförandet av Ca' Rezzonico. Slottet har fresker av Giambattista Pittoni (inklusive "Rättvisa och fred med Jupiter och Minerva" och "Jupiter skyddar rättvisa, fred och vetenskap") och Giambattista Tiepolo.

## Museet för modern konst
I palatset finns i dag bland annat Venedigs internationella museum för modern konst, Galleria internazionale d'arte moderna, med verk av Klimt, Bonnard, Chagall, Kandinsky, Klee, Rouault, Matisse, Moore, Morandi, De Chirico, Boccioni med flera.

## Museet för orientalisk konst
I Ca' Pesaros övervåning ligger museet för orientalisk konst, Museo d'arte orientale, innehållande ungefär 30 000 föremål mestadels från Japan men också från Kina och Indonesien. Föremålen kommer från prins Henriks av Bourbon-Parma samlingar från hans tid i orienten i slutet av 1800-talet vilka testamenterades till den italienska staten.